# Ungureni (okręg Gałacz)
Ungureni – wieś w Rumunii, w okręgu Gałacz, w gminie Munteni. W 2011 roku liczyła 1307 mieszkańców.